# Barnard Drummond Clarkson
Pour les articles homonymes, voir Drummond et Clarkson.
Barnard Drummond Clarkson, né le 11 décembre 1836 à Wilberforce (Nouvelle-Galles du Sud) et mort le 23 mars 1909 à Guildford (Australie-Occidentale), est un pasteur, explorateur et homme politique australien. 

## Biographie
Petit-fils de James Drummond, il voyage en 1861 avec les frères Charles et Andrew Dempster et Charles Harper dans l'Est de l'Australie. 
En 1890, il est élu à l'Assemblée législative comme représentant de Toodyay. 
Mort à Guildford, il est inhumé à Toodyay.
Jules Verne le mentionne au chapitre IV de la deuxième partie de son roman Les Enfants du capitaine Grant.